# Hetényi Zoltán (zenész)
Hetényi Zoltán (1970. március 18. –) magyar dobos, az Edda Művek tagja.

## Pályafutása
Gyerekkorában kisebb helyi zenekarokban játszott. 16 éves korában már Zeneiskolába járt Budapesten, hogy dobolási tudását továbbfejlessze. A rockzene nagy hatást gyakorolt rá fiatal korában, s ez rányomta bélyegét a pályafutására is, mindig a rock felé orientálódott. Közreműködött Varga Miklós és Keresztes Ildikó lemezeken is.
1992-től az Azok a fiúk dobosa volt a zenekar feloszlásáig, illetve az XL Sistersben is dobolt, ahol Alapi István volt a szólógitáros.  1996 óta az Edda Művek tagja. Egy fia van Domonkos (2017).
2022 nehéz év volt a számára: egészségügyi okok miatt ki kell hagynia az Edda Művék-turné jelentős részét, a koncerteken Benkó Ákos helyettesítette; ezenkívül ittasan vezetve összetörte az autóját.

## Diszkográfia

### Azok a fiúk
- 1992: II (Rózsa Records)
- 1994: Ártatlan évek (Warner-Magneoton)

### Edda Művek
- 1997: Edda 20.
- 1997: Lírák II.
- 1999: Fire and Rain
- 1999: Nekem nem kell más
- 2003: Örökség
- 2005: Isten az úton
- 2005: Platina
- 2006: A szerelem hullámhosszán
- 2009: Átok és áldás
- 2012: Inog a világ
- 2015: A sólyom népe
- 2018: Dalok a testnek, dalok a léleknek
- 2021: A hírvivő

### Keresztes Ildikó
- 1999: Nem tudod elvenni a kedvem...
- 2001: Nekem más kell
- 2008: Minden ami szép volt
- 2010: Csak játszom

### Közreműködik
- 1996: Varga Miklós: Himnusztöredékek